# Judy Finnigan
Judith "Judy" Finnigan (født 16. maj 1948 i Newton Heath i England) er en britisk tv-vært, forfatter og skribent.

## Bøger på dansk
- Eloise, 2013